# Riccardo Maffoni

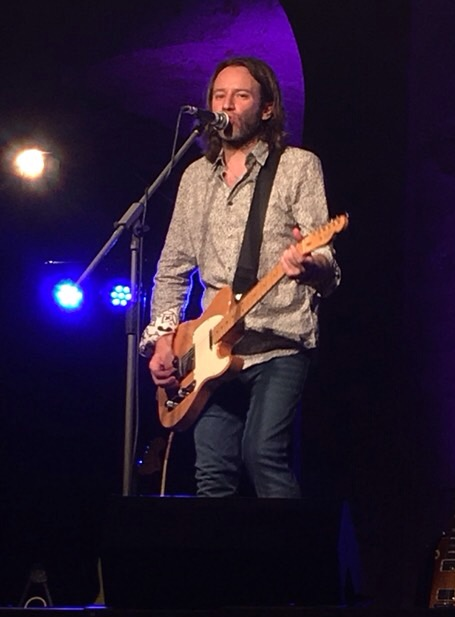
Riccardo Maffoni bei einem Auftritt 2018

Riccardo Maffoni (* 2. Juni 1977 in Orzinuovi, Provinz Brescia) ist ein italienischer Cantautore.

## Karriere
Maffoni wuchs mit amerikanischem Rock und Blues auf und wurde von Musikern wie Bob Dylan, Neil Young oder Bruce Springsteen geprägt. Als Jugendlicher begann er autodidaktisch, Gitarre zu spielen. Zunächst trat er mit verschiedenen lokalen Bands auf, bis er sich ab 1997 als Solist versuchte. Er nahm mehrere Demos auf, spielte bei einem Bruce-Springsteen-Tribute und eröffnete Konzerte von u. a. Willie Nile, Graham Parker, Malfunk sowie der PFM und den Nomadi. Anfang der 2000er-Jahre erhielt er auch vermehrt Aufmerksamkeit durch den Gewinn mehrerer Preise und 2002 gewann er mit Le circostanze di Napoleone das Festival von Castrocaro, wodurch er auch an der Fernsehshow Destinazione Sanremo teilnehmen konnte.
2002 unterschrieb Maffoni seinen ersten Plattenvertrag mit CGD East West (Warner) und 2004 erschien sein Debütalbum Storie di chi vince a metà. Mit Sole negli occhi konnte er in der Newcomer-Kategorie des Sanremo-Festivals 2006 ins Rennen gehen, die er gewann. Im Anschluss erschien eine Neuauflage seines ersten Albums. 2008 veröffentlichte er sein zweites Album Ho preso uno spavento. Nach ausgedehnten Live-Aktivitäten erschien 2011 beim unabhängigen Label EVE die EP 1977. Erst 2018 folgte das nächste Album Faccia.

## Diskografie
Alben und EPs
- Storie di chi vince a metà (2004, Neuauflage 2006)
- Ho preso uno spavento (2008)
- 1977 (EP, 2011)
- Faccia (2018)

## Belege
1. ↑  Guido Racca & Chartitalia: Top 100 FIMI Singoli. Lulu, 2013, S. 115.

| Personendaten    | Personendaten              |
| ---------------- | -------------------------- |
| NAME             | Maffoni, Riccardo          |
| KURZBESCHREIBUNG | italienischer Cantautore   |
| GEBURTSDATUM     | 2. Juni 1977               |
| GEBURTSORT       | Orzinuovi, Provinz Brescia |